# Масатаро Саваянаги
Масатаро Саваянаги (яп. 澤柳 政太郎; 1865—1927) — японский педагог, психолог, социолог, министр образования Японии, 1-й президент Университета Тохоку, 5-й президент Университета Киото, 1-й президент университета Тайсё, член Палаты представителей Японии. Известен, как реформатор японской системы образования.

## Биография
Родился в замке Мацумото (в настоящее время город Мацумото, префектура Нагано). После окончания школы окончил Токийский университет. Поступил на работу в министерство образования (1890).
Преподавал психологию и социологию в Токийском колледже и в Университете Тоё. Опубликовал монографии «Психология» (1890) и «Этика» (1891).
Директор средней школы Хироси Отани (1893), директор средней школы Гумма Хироцунэ (1895), директор второй средней школы (1897), директор первой средней школы (1898).
Назначен вице-министром образования (1906). Пропагандировал продление обязательного образования . Программа средней школы была пересмотрена (1907), обеспечив переход с 4-летнего на 6-летний курс. Были созданы (1907) Высшая женская школа Нара, Императорский университет Тохоку и Императорский университет Кюсю. Средняя школа была расширена, что дало новые возможности для обучения людям во всей Японии.
Руководитель Высшей коммерческой школы (1898—1899), 1-й президент Императорского университета Тохоку (1911—1913), 5-й президент Императорского университета Киото.
Императорский университет Тохоку открыл приём для девочек (1913), опередив всю страну в философии «открытых дверей».
Директор школы Сейо, которая была известна, как подготовительная школа для Военной академии. Начальная школа Сейо была основана в 1917 году и с момента создания стала центром либерального образования. Саваянаги играл роль лидера в новом образовании, написав монографию «Практическая педагогика» (1909). Был президентом Императорского Образовательного Общества и первым президентом Университета Тайсё.
Саваянаги стал президентом Института преподавания английского языка, который был создан при Министерстве образования. Был избран членом Палаты представителей Японии (1909).
Скончался в возрасте 62 лет. Похоронен на кладбище Янака в районе Тайто.